# Belmar
Cet article possède des paronymes, voir Belmare et Bellemare.
Belmar est un borough situé dans le comté de Monmouth, dans l’État du New Jersey, aux États-Unis. Selon le recensement de 2010, sa population s’élève à 5 794 habitants. Superficie totale : 4,4 km2.
Le borough a été incorporé en 1885, son nom date de 1890. De nos jours, la plage de Belmar est un des lieux les plus prisés des surfeurs sur la côte est.

## Transports
Belmar possède un aéroport (Monmouth Executive Airport auparavant appelé Allaire Airport, code AITA : BLM), situé près de Farmingdale.

## Source
- (en) Cet article est partiellement ou en totalité issu de l’article de Wikipédia en anglais intitulé « Belmar, New Jersey » (voir la liste des auteurs).